# Zapasy na Letnich Igrzyskach Olimpijskich 1996 – kategoria do 52 kg w stylu klasycznym
Zmagania mężczyzn do 52 kg to jedna z dziesięciu męskich konkurencji w zapasach w stylu klasycznym rozgrywanych podczas Letnich Igrzysk Olimpijskich 1996. Pojedynki w tej kategorii wagowej odbyły się w dniach 22 – 23 lipca.

## Klasyfikacja[1]
| Pozycja | Nazwisko                 | Kraj              |
| ------- | ------------------------ | ----------------- |
| 1       | Armen Nazarian           | Armenia           |
| 2       | Brandon Paulson          | Stany Zjednoczone |
| 3       | Andrij Kałasznikow       | Ukraina           |
| 4       | Samwieł Danijelan        | Rosja             |
| 5       | Lázaro Rivas             | Kuba              |
| 6       | Jordan Anew              | Bułgaria          |
| 7       | Ha Tae-yeon              | Korea Południowa  |
| 8       | Dariusz Jabłoński        | Polska            |
| 9       | Alfred Ter-Mykyrtczian   | Niemcy            |
| 10      | Nurym Düjsenow           | Kazachstan        |
| 11      | Ibad Achmiedow           | Białoruś          |
| 12      | Valentin Rebegea         | Rumunia           |
| 13      | Ulises Valentín          | Dominikana        |
| 14      | Ruslanas Vartanovas      | Litwa             |
| 15      | Chalid al-Faradż         | Syria             |
| 16      | Shamsiddin Xudoyberdiyev | Uzbekistan        |
| 17      | Pappu Jadav\|            | Indie             |
| .       | Tiebiri Godswill         | Nigeria           |
| .       | Jon Rønningen            | Norwegia          |
| .       | Joël Basaldua            | Peru              |

## Zasady[2]
- TO — Łopatki
- PP — Na punkty (Pokonany zdobył punkty)
- PO — Na punkty (Pokonany bez punktów)
- SP — Przewaga (10 punktów różnicy, pokonany zdobył punkty)
- ST — Przewaga (10 punktów różnicy, pokonany bez punktów)

## Wyniki

### Runda 1
|                        | Wynik |                          | Punkty |
| 1/16                   | 1/16  | 1/16                     | 1/16   |
| ---------------------- | ----- | ------------------------ | ------ |
| Valentin Rebegea       | 0–6   | Dariusz Jabłoński        | 0–4 TO |
| Samwieł Danijelan      | 11–4  | Shamsiddin Xudoyberdiyev | 3–1 PP |
| Pappu Jadav            | 0–10  | Ha Tae-yeon              | 0–4 ST |
| Andrij Kałasznikow     | 0–10  | Armen Nazarian           | 0–4 ST |
| Jon Rønningen          | 0–5   | Lázaro Rivas             | 0–3 PO |
| Alfred Ter-Mykyrtczian | 1–3   | Chalid al-Faradż         | 1–3 PP |
| Jordan Anew            | 11–0  | Tiebiri Godswill         | 4–0 ST |
| Ruslanas Vartanovas    | 1–4   | Nurym Düjsenow           | 1–3 PP |
| Ibad Achmiedow         | 11–0  | Ulises Valentín          | 4–0 ST |
| Joël Basaldua          | 0–6   | Brandon Paulson          | 0–4 TO |

### Runda 2
|                   | Wynik |                          | Punkty |
| 1/8               | 1/8   | 1/8                      | 1/8    |
| ----------------- | ----- | ------------------------ | ------ |
| Dariusz Jabłoński | 0–8   | Samwieł Danijelan        | 0–3 PO |
| Ha Tae-yeon       | 2–12  | Armen Nazarian           | 1–4 SP |
| Lázaro Rivas      | 5–0   | Chalid al-Faradż         | 3–0 PO |
| Jordan Anew       | 9–6   | Nurym Düjsenow           | 3–1 PP |
| Ibad Achmiedow    | 1–6   | Brandon Paulson          | 1–3 PP |
| Repasaże          |       |                          |        |
| Valentin Rebegea  | 12–0  | Shamsiddin Xudoyberdiyev | 4–0 TO |
| Pappu Jadav       | 0–11  | Andrij Kałasznikow       | 0–4 ST |
| Jon Rønningen     | 0–9   | Alfred Ter-Mykyrtczian   | 0–3 PO |
| Tiebiri Godswill  | 0–4   | Ruslanas Vartanovas      | 0–3 PO |
| Ulises Valentín   | 14–1  | Joël Basaldua            | 4–0 TO |

### Runda 3
|                        | Wynik |                     | Punkty |
| 1/4                    | 1/4   | 1/4                 | 1/4    |
| ---------------------- | ----- | ------------------- | ------ |
| Samwieł Danijelan      | 0–3   | Armen Nazarian      | 0–3 PO |
| Lázaro Rivas           |       | Bez walki           |        |
| Jordan Anew            |       | Bez walki           |        |
| Brandon Paulson        |       | Bez walki           |        |
| Repasaże               |       |                     |        |
| Valentin Rebegea       | 1–3   | Andrij Kałasznikow  | 1–3 PP |
| Alfred Ter-Mykyrtczian | 8–0   | Ruslanas Vartanovas | 3–0 PO |
| Ulises Valentín        | 0–3   | Dariusz Jabłoński   | 0–4 TO |
| Ha Tae-yeon            | 10–0  | Chalid al-Faradż    | 4–0 ST |
| Nurym Düjsenow         | 5–4   | Ibad Achmiedow      | 3–1 PP |

### Runda 4
|                    | Wynik    |                        | Punkty   |
| Półfinał           | Półfinał | Półfinał               | Półfinał |
| ------------------ | -------- | ---------------------- | -------- |
| Armen Nazarian     | 7–1      | Lázaro Rivas           | 3–1 PP   |
| Jordan Anew        | 2–6      | Brandon Paulson        | 1–3 PP   |
| Repasaże           |          |                        |          |
| Andrij Kałasznikow | 3–0      | Alfred Ter-Mykyrtczian | 4–0 TO   |
| Dariusz Jabłoński  | 3–2      | Ha Tae-yeon            | 3–1 PP   |
| Nurym Düjsenow     | 0–11     | Samwieł Danijelan      | 0–4 ST   |

### Runda 5
|                    | Wynik    |                   | Punkty   |
| Repasaże           | Repasaże | Repasaże          | Repasaże |
| ------------------ | -------- | ----------------- | -------- |
| Andrij Kałasznikow | 8–5      | Dariusz Jabłoński | 3–1 PP   |
| Samwieł Danijelan  |          | Bez walki         |          |

### Runda 6
|                    | Wynik    |                   | Punkty   |
| Repasaże           | Repasaże | Repasaże          | Repasaże |
| ------------------ | -------- | ----------------- | -------- |
| Lázaro Rivas       | 8–9      | Samwieł Danijelan | 1–3 PP   |
| Andrij Kałasznikow | 5–0      | Jordan Anew       | 3–0 PO   |

### Finały[12]
|                   | Wynik            |                    | Punkty           |
| O siódme miejsce  | O siódme miejsce | O siódme miejsce   | O siódme miejsce |
| ----------------- | ---------------- | ------------------ | ---------------- |
| Dariusz Jabłoński | 2–3              | Ha Tae-yeon        | 1–3 PP           |
| O piąte miejsce   |                  |                    |                  |
| Lázaro Rivas      | 5–0              | Jordan Anew        | 3–0 PO           |
| O brązowy medal   |                  |                    |                  |
| Samwieł Danijelan | 1–4              | Andrij Kałasznikow | 1–3 PP           |
| Finał             |                  |                    |                  |
| Armen Nazarian    | 5–1              | Brandon Paulson    | 3–1 PP           |